# Ceiniog
Le ceiniog ( latin : denarius  ; anglais : penny  ; pluriel: ceiniogau ) était la monnaie de base des royaumes gallois médiévaux comme Gwynedd ou Deheubarth. Hywel Dda était le seul dirigeant pouvant frapper ses propres pièces; cependant, le ceiniog n'était pas une pièce mais plutôt une valeur monétaire. Le « sou légal » ( latin : denarius legalis ; gallois : ceiniog cyfreith) était l'équivalent en argent du poids de 32 grains de blé ; le "penny" (gallois : ceiniog cwta), le poids de 24 grains de blé. Ce dernier était basé sur l'ancienne livre romaine ;  l'original étant celui de Charlemagne et de Offa. Le demi-penny gallois était le dymey de 12 grains de blé (à peu près ⅓ du "penny légal") et le farthing (quart-penny) était le firdlyc de 6. 
Étant donné que la valeur en ceiniogau de la plupart des biens et animaux courants était réglementée par les lois de Hywel Dda, le système a également simplifié le troc au Pays de Galles. 